# International Superstar Soccer Pro
International Superstar Soccer Pro (skraćeno: ISS Pro, u Japanu: Winning Eleven '97, u SAD-u Goal Storm '97) treća je igra u istoimenom serijalu nogometnih videoigara japanskog proizvođača Konamija (Konami Computer Entertainment Tokyo). ISS Pro je u svim zemljama izašao 1997. godine, a proizvodio se samo za Playstation.

## Igra
ISS Pro je sadržavao 32 nogometne reprezentacije i četiri stadiona. Imao je sljedeće opcije:
Exhibition Mode (prijateljska utakmica) 

International League (liga)

International Cup (kup)

Penalty Kick (jedanaesterci)

ISS Pro je bio prvi naslov iz serijala International Superstar Soccer koji se proizvodio samo za konzolu PlayStation i bio je jedan od najprodavanijih PlayStation naslova u 1997. godini. Također je bio poznat po komičnim izjavama komentatora.

## Momčadi
ISS Pro je, kao i prethodnici, imao samo reprezentacije, nije imao nogometne klubove. U njemu su se nalazile 32 nogometne reprezentacije. Na njemu se, kao i na ISS-u Deluxe, nalazila hrvatska nogometna reprezentacija.
Većina momčadi je bila iz sezone 1996./1997. s glavnim, zamjenskim i vratarskim dresovima sa zastavama reprezentacija. Svaka je reprezentacija sadržavala po 16 izmišljenih igrača.
Momčadi dostupne ISS-u Pro:
| - Engleska - Njemačka - Francuska - Austrija - Belgija - Španjolska - Rusija - Bugarska - Danska - Švicarska - Italija - Škotska | - Wales - Švedska - Sjeverna Irska - Irska - Nizozemska - Poljska - Maroko - Portugal - Norveška - Češka - Turska - Grčka | - Hrvatska - Brazil - Urugvaj - Meksiko - Argentina - Kolumbija - SAD - Japan - Južna Koreja - Nigerija - Kamerun - JAR |